# Premnornis guttuliger
A Premnornis guttuliger a madarak (Aves) osztályának verébalakúak (Passeriformes) rendjébe és a fazekasmadár-félék (Furnariidae) családjába tartozó Premnornis nem egyetlen faja.

## Rendszerezése
A fajt Philip Lutley Sclater angol ornitológus írta le 1864-ben, a Thripophaga nembe Thripophaga guttuligera néven. Egyes szervezetek a Premnornis guttuligera nevet használják.

## Előfordulása
Bolívia, Kolumbia, Ecuador, Peru és Venezuela területén honos. Természetes élőhelyei a szubtrópusi vagy trópusi hegyi esőerdők. Állandó, nem vonuló faj.

## Alfajai
- Premnornis guttuliger venezuelana Phelps, Sr. & Phelps, Jr., 1956
- Premnornis guttuliger guttuliger (P. L. Sclater, 1864)

## Megjelenése
Testhossza 14 centiméter, testtömege 13-17 gramm.

## Természetvédelmi helyzete
Az elterjedési területe nagyon nagy, egyedszáma pedig stabil. A Természetvédelmi Világszövetség Vörös listáján nem fenyegetett fajként szerepel.